# Мали-Бриюн
Мали-Бриюн (хорв. Mali Brijun) — необитаемый остров в хорватской части Адриатического моря. Находится у западного побережья полуострова Истрия. Лежит в пяти километрах от Фажаны и в десяти километрах от Пулы. Вместе с другими островами архипелага входит в состав национального парка Бриони, открытого в 1983 году.

## География
Имеет площадь 1,07 км² и является вторым по величине островом архипелага Бриони. Протяжённость береговой линии острова составляет 8,105 километра.
Остров отделён от материка Фажанским проливом, а от Вели-Бриюна проливом Тиснац.
Климат острова — субтропический, влажный. Практически весь остров покрыт растительностью. На Мали-Бриюне произрастают дубы, лавры, сосны, маслины, розмарин, кедры и другие деревья. В прибрежных водах водятся морские ежи, что говорит о чистоте воды.

## История
мали-Бриюн был заселён ещё в доисторические времена, а в 177 году до н. э. оказался под властью римлян, которые основали первое поселение в заливе святого Николы.
На острове находится форт Brioni Minor, построенный Австро-Венгрией в конце XIX века для защиты главной базы военно-морского флота, находящейся в Пуле.